# Aleksandr Popov (svømmer)
 Der er flere personer med dette navn, se Aleksandr Popov.
Aleksandr Vladimirovitj Popov (russisk: Алекса́ндр Влади́мирович Попо́в ; født 16. november 1971 i Lesnoj, Sverdlovsk oblast, Sovjetunionen) er en tidligere russisk svømmer, hvis præstationer indenfor især frisvømning har givet ham en status som en af historiens bedste svømmere.
Popov vandt gennem sin karriere intet mindre end fire OL-, seks VM- og 21 EM-guldmedaljer, ligesom det blev til utallige sølv- og bronzemedaljer derudover. Han har desuden i flere omgange besiddet adskillige verdensrekorder i forskellige frisvømnings-distancer.